# Klisura (Fojnica, BiH)
Klisura je naseljeno mjesto u općini Fojnica, Federacija Bosne i Hercegovine, BiH.

## Stanovništvo

### 1991.
Nacionalni sastav stanovništva 1991. godine, bio je sljedeći:
ukupno: 78
- Muslimani - 77
- ostali, neopredijeljeni i nepoznato - 1

### 2013.
Nacionalni sastav stanovništva 2013. godine, bio je sljedeći:
ukupno: 2
- Bošnjaci - 2

## Vanjske poveznice
- Satelitska snimka  Arhivirana inačica izvorne stranice od 20. veljače 2021. (Wayback Machine)